# Maliahs
Maliahs (The Highlands, Les Terres Altes) és una regió elevada a la meitat del districte de Ganjam a Orissa. El territori toca als Ghats Orientals i té una superfície de 9.197 km².

## Història
Se l'anomenà també "Les Agències" perquè sota domini britànic estava administrat pel col·lector sota poders especials concedits en la seva capacitat com a agent del governador; estava poblada per tribus adivasis (aborígens) i les corts de justícia ordinàries no hi tenien jurisdicció; l'agent i el seu assistent administraven justícia civil i criminal i la major part de les lleis vigent al districte de Ganjam no hi estaven en vigor. Aleshores el districte de Ganjam depenia de la presidència de Madras.
La major part de la terra estava sota un sistema feudal; els propietaris havien de fer determinats serveis a canvi de la terra. Hi havia catorze entitats conegudes com a maliahs, cadascuna una mena d'estat tributari, si bé quatre d'ells eren terres del govern (Goomsur, Surada, Chinna Kimedi i Parla Kimedi)
La població el 1901 era de 321.114 habitants en 1.926 pobles; 139.000 eren khonds, 83.000 savares, 44.000 panos i 46.000 oriyes. Els panos tenien tendència al robatori i l'engany. El poble khond vivia al nord i el poble savara al sud. Aquestos darrers eren poca cosa físicament, més dòcils i tímids que els khonds; els agradava la beguda alcohòlica forta; utilitzaven arc i fletxes i es pentinaven amb una mena de corn a la part superior del cap; eren bons cultivadors sovint per sistema de terrasses.
Els zamindaris locals o maliahs, que posseïen les terres sota sanads, pagaven taxes (nazaranas) al govern i rebien pagaments fixos dels muttahs o grans arrendataris que al seu torn cobraven mamuls (pagaments segons el costum) dels pobles a la seva jurisdicció o muttah).
En aquesta regió es feien sovint sacrificis humans o meriah al deu de la terra per assegurar bones collites; els khonds eren els que realitzaven aquesta pràctica; la víctima era comprada i destinada al sacrifici i se'l narcotitzava abans de morir; el cos era tallat a trossos que el poble recollia i cadascun enterrava un tros a les seves terres abans de quer sol s'amagués. La manera de matar a la víctima variava d'un lloc a altra. També era comú l'infanticidi de les nenes i aquestes costums van persistir almenys fins al 1857; encara el 1880 ses va intentar un sacrifici al districte de Vizagapatam. Posteriorment els búfals van substituir als humans.

## Maliahs
Els catorce maliahs eren:
- Goomsur
- Chokapad
- Surada
- Chinna Khimedi
- Pedda Khimedi
- Bodogodo
- Surangi
- Parla Khimedi
- Els muttes de Korada i Bonoba
- Kuttingia
- L'agència de Sompeta:
  - Jarada
  - Mandasa
  - Jalantra
  - Badarasingi.